# Parque de Polvoranca
El parque de Polvoranca se encuentra en el término municipal de Leganés, en la zona sur de la Comunidad de Madrid (España). 
Con una extensión de unas 150 hectáreas, articuladas en torno al arroyo de la Recomba y las lagunas de Mari Pascuala y de los Sisones, en su interior cuenta además con diversos jardines temáticos, un arboretum, un jardín botánico, un Centro de Actividades y distintas pistas deportivas. 
El parque es uno de los doce centros con los que cuenta la Red de Centros de educación ambiental de la Comunidad de Madrid y actualmente se integra en Bosque del Sur.

## Historia
El parque se asienta sobre los terrenos de la antigua aldea de Polvoranca, surgida durante la Edad Media y sobre la que se creó posteriormente un mayorazgo. De la aldea, cuya actividad económica se sustentaba en la agricultura y ganadería, sólo persisten las ruinas de la iglesia de San Pedro y algunos cimientos de casas contiguas.
Sus habitantes fueron abandonando el lugar a lo largo del siglo XIX y en 1849 la aldea fue oficialmente absorbida por Leganés, pasando desde entonces en el imaginario popular de la época a ser considerado un lugar maldito.
El actual parque comenzó a ser construido en 1986, sobre lo que entonces era una zona de cultivo de cereales.

## Descripción

### Arroyo y lagunas
El parque, y la antigua aldea de Polvoranca, surgieron en torno a la laguna de Mari Pascuala, situada al noroeste del actual recinto y de la que nace el arroyo de la Recomba que recorre toda la parte norte del recinto hasta formar la laguna de la Recomba. Desde ésta, ya fuera del parque, el curso fluvial es conocido como arroyo Culebro.
La laguna de Mari Pascuala fue reconvertida en un lago artificial de ocho hectáreas de extensión, impermeabilizado, que garantiza el aporte regular de agua al arroyo incluso en épocas de sequía gracias a que es alimentada por un acuífero. En su zona más oriental cuenta con una pequeña isleta en la que se han plantado tamariscos, adelfas y algunas especies exóticas como el bambú, aunque su estado no es muy bueno debido a la abundancia de patos. En sus orillas, una de las zonas más frecuentadas del parque, hay un embarcadero, varios puestos de pesca deportiva, un bar, aseos, fuentes de agua potable, un circuito de salud y una explanada que sirve como helipuerto.
Tras salir de la laguna, el arroyo forma una segunda laguna separada de la anterior por un dique de unos dos metros de altura. Esta laguna es más pequeña pero es natural, sin cubeta artificial, contando con vegetación palustre y ribereña (enea, sauce, chopo, carrizo). Esta zona se denominada Vegetación madrileña, con especies de la Comunidad y un observatorio de aves. Posteriormente el arroyo se interna en el jardín botánico, que cuenta con más de 400 especies de todo el mundo y construido en colaboración con el Jardín Botánico de Madrid. Al norte del botánico se encuentra un Arboreto de especies singulares y al este una zona de dehesa. Tras rodear el parque por su sector nororiental, el arroyo forma la laguna de la Recomba.
Independientemente del arroyo, existe otra laguna en la parte sur, llamada de los Sisones debido a que hasta hace unos años en ella se podían observar sisones, una especie de avutarda. La laguna es estacional, pero una pequeña parte, convertida en estanque artificial, se mantiene permanentemente con agua.

### Ermita de San Pedro

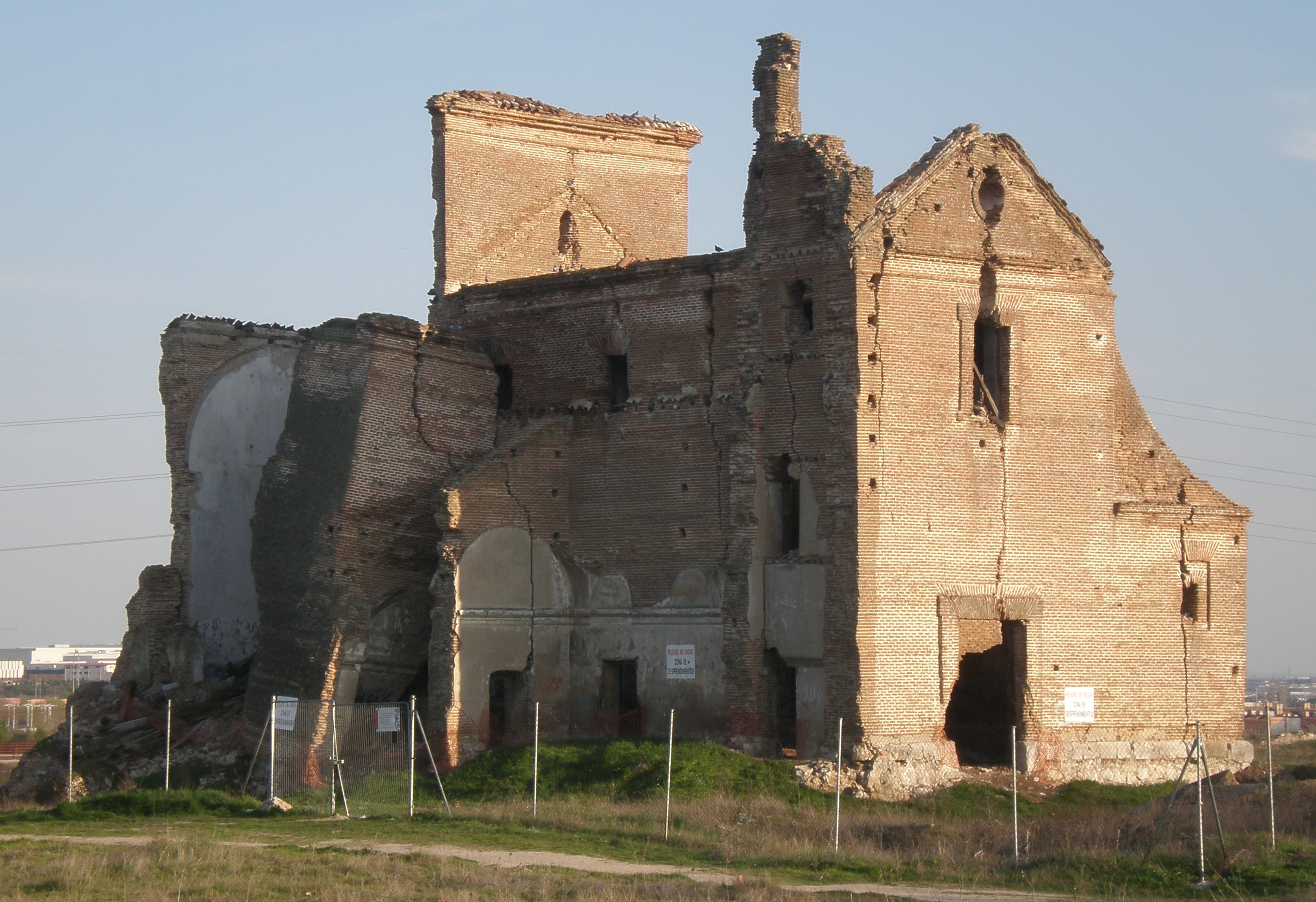
Ruinas de la iglesia de San Pedro.

Quizá el elemento más distintivo del parque, visible desde su exterior, son las ruinas de la iglesia de San Pedro, construida en el año 1655 sobre los restos de una ermita bajomedieval, tomando el nombre del apóstol. Su construcción corrió a cargo de los arquitectos reales Francisco de Mora y su sobrino Juan Gómez de Mora y fue realizada en estilo barroco. Durante ese siglo y el siguiente la ermita fue vestida con grandes lujos, numerosos lienzos colgaban de sus paredes y se crearon varios altares. Destacaba un cuadro sobre San Francisco en la Capilla del Enterramiento. Alrededor de la ermita pueden encontrarse los cimientos de varias casas. Está incluida en la lista de patrimonio rojo de Hispania Nostra, listado de patrimonio histórico español que se encuentra en abandono y en peligro.

### Jardines temáticos
Al sur de la avenida que une la entrada desde Leganés con la de Alcorcón y que cruza el parque de este a oeste, se encuentran el Arboreto de ciudad y los denominados jardines de Aromas, Siempreverde y de Arbustos. También hay un Jardín de Rocas, con muestras de las rocas más representativas de la Comunidad de Madrid.
Más al sur, en la zona oeste hay otros jardines temáticos (dalias, colores y coníferas).
En la zona central oriental del parque, sobre una loma, se ha repoblado con pino carrasco.

## Actividades

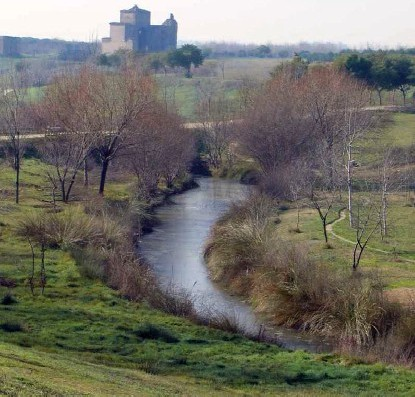
Arroyo de la Recomba. Al fondo se obervan las ruinas de la iglesia de San Pedro.

En el Centro de Educación Ambiental Polvoranca, construido en 1996 y situado en la zona central del parque, están centralizadas todas las actividades que se organizan a lo largo del año. Aquí se organizan talleres, exposiciones y charlas, así como visitas guiadas para escolares, asociaciones, familias y usuarios en general. Este centro pertenece a la Red de Centros de Educación Ambiental de la Comunidad de Madrid.

### Zonas deportivas
En torno a la laguna de Mari Pascuala hay un circuito de salud con dieciocho zonas para ejercicios y varios puestos para pesca deportiva. En la zona central hay pistas para practicar diversos deportes (fútbol, petanca, patinaje, monopatín, baloncesto...)

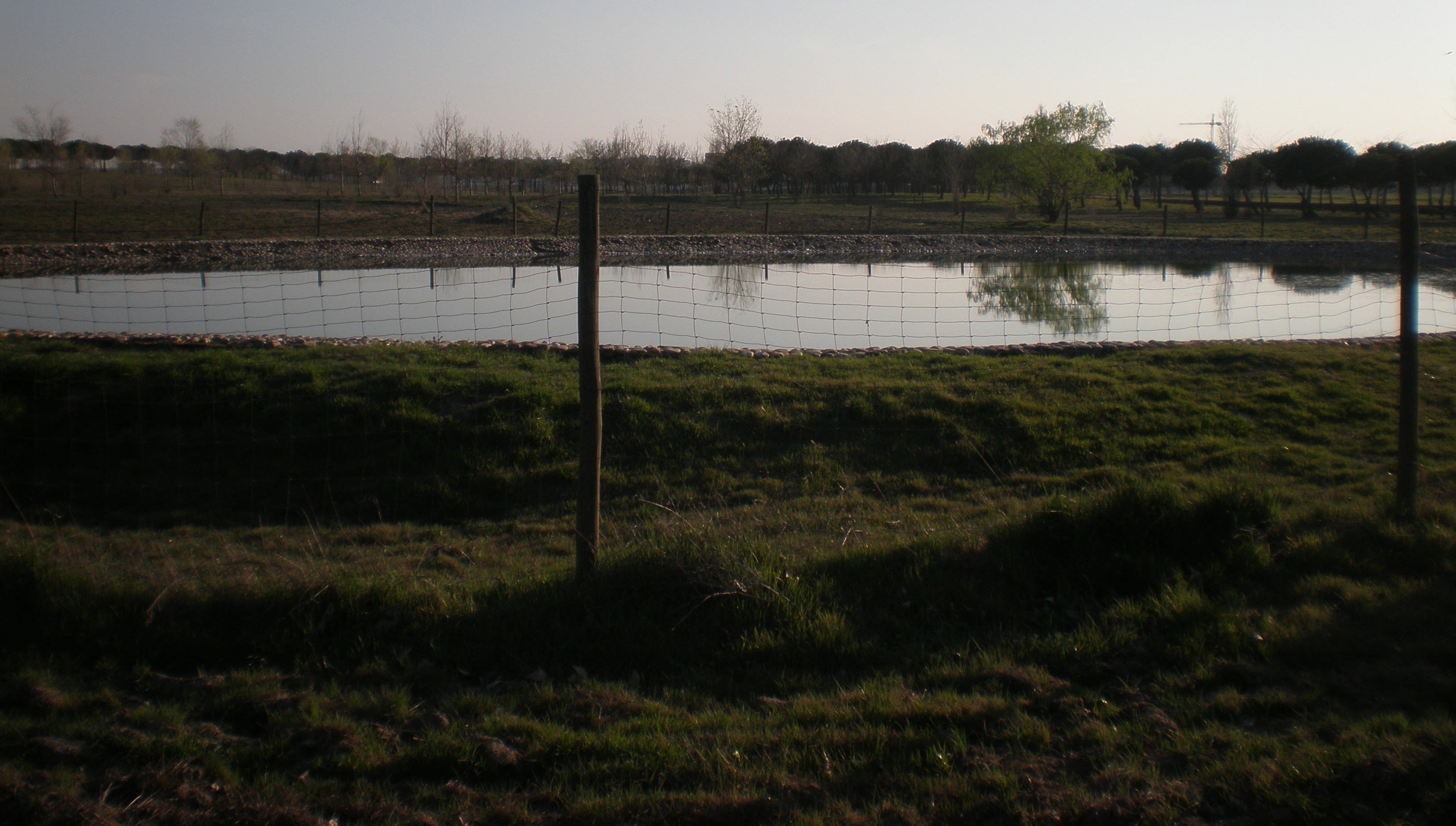
Laguna de los Sisones.

## Localización y accesos
Planos y vistas satelitales.40°22′54.0012″N 3°47′59.9994″O / 40.381667000, -3.799999833
Parque de Polvoranca (Ctra. N-401 o M-407, desvío en la M-406)
- Tel.: 91 648 44 87

Accesos:

Desde Madrid:

- Metro estación de Oporto  , tomar después el autobús línea 486 hasta el final de línea
- Metro estación de Aluche  , tomar después el autobús línea 482
- Cercanías estación de Atocha  , tomar línea C-5 sentido Fuenlabrada/Humanes, bajarse en Parque Polvoranca .

Desde Fuenlabrada: 
- Tomando desde la estación de La serna , línea C5 salida hacia Bosquesur.
- Tomar la línea 482 en Loranca
- En coche desde la M-407 En sus salidas en El Naranjo, Nuevo Versalles, El vivero o Loranca dirección Leganés

Desde Leganés:

- Metro: Línea 12 : bajar en la estación de Leganés Central  (zona de tarifa B1) hay que andar unos 20 minutos hasta llegar al parque.
- Saliendo de la estación Leganés Central   Línea 12, se puede tomar el autobús: autobús 486 dirección Valdepelayos, o el autobús 482 dirección Loranca.
- Cercanías: Parque Polvoranca, línea C-5 .
- En coche existe un acceso que llega hasta el mismo parque, con un aparcamiento de superficie viniendo por Leganés.

Desde Alcorcón:

- Puerta del Sur (línea 10  y línea 12 ): cruzar el polígono industrial Urtinsa y cruzar la autopista R-5 a través de uno de sus puentes. En total, hay que andar unos 30 minutos hasta llegar al parque.
- En coche existe un acceso que llega hasta el mismo parque, con un aparcamiento de superficie viniendo por Alcorcón.